# Laigueglia
Laigueglia é uma comuna italiana da região da Ligúria, província de Savona, com cerca de 2.159 habitantes. Estende-se por uma área de 2 km², tendo uma densidade populacional de 1080 hab/km². Faz fronteira com Alassio, Andora.
Pertence à rede das Aldeias mais bonitas de Itália.
Laigueglia é o local de nascença do liberal jornalista Líbero Badarò (1798-1830), que foi morto no Brasil durante o 1° Reinado, gerando diversos protestos por parte da população.

## Demografia
| Variação demográfica do município entre 1861 e 2011                               |
|                                                                                   |
| Fonte: Istituto Nazionale di Statistica (ISTAT) - Elaboração gráfica da Wikipedia |